# Crónica de una fuga
Crónica de una fuga es una película argentina dramática-histórica y de suspenso de 2006 dirigida por Adrián Caetano, producida por K&S Films y protagonizada por Rodrigo de la Serna, Pablo Echarri, Nazareno Casero y Lautaro Delgado. Está basada en la novela autobiográfica Pase libre: la fuga de la Mansión Seré, de Claudio Tamburrini. Se estrenó el 27 de abril de ese año.
La película relata un hecho semi real, las penurias que vivieron cuatro detenidos en un centro clandestino de detención en la Argentina llamado Mansión Seré, durante la última dictadura militar argentina (1976-1983). El autor de la novela sobre la que se basa la película, Claudio Tamburrini, es uno de los detenidos que después de 100 días se fue. Guillermo Fernández, otro de los miembros del grupo que escapó, es actor profesional e interpreta a uno de los represores de la dictadura apodado "el Juez". Se trata del único caso de fuga registrado durante la última dictadura.

## Sinopsis
Claudio Tamburrini es el arquero del equipo de fútbol Club Almagro y estudiante de Filosofía. Al llegar a su casa en la tarde del 23 de noviembre de 1977 Claudio se encuentra con miembros del aparato de terrorismo de Estado que formó la última dictadura cívico-militar, quienes lo acusan de ser un subversivo por conocer a un miembro de una agrupación política de izquierda, e inmediatamente lo secuestran.
Claudio es trasladado al centro clandestino de detención llamado Mansión Seré, el cual se ubica en Morón, en la Provincia de Buenos Aires. Allí es torturado por un hombre apodado "Huguito" (Echarri) y sus secuaces. Lo dejan encerrado y esposado en una habitación junto a otros tres jóvenes. Despuès de un tiempo, y tras darse cuenta de que las pistas que Guillermo Fernàndez (uno de los detenidos) eran falsas, los torturadores trasladan a los cuatro, los rapan y los obligan a desnudarse. Los cuatro permanecen desnudos durante todo su tiempo allí. Mientras, continúa siendo torturado, convive con los otros detenidos del lugar y es obligado a servir con quehaceres a los torturadores. 
Claudio es inocente y no dará nombres de inocentes para salvar su vida, a pesar del hecho que es muy duro de seguir siendo humano en este contexto. Una sola ilusión lo animará: escapar de esta pesadilla. Pasados tres meses, las pocas esperanzas de Claudio de salir del centro de detención desaparecen, por lo que se pliega al plan de escape armado por su compañero de celda, Guillermo Fernández (Casero), al igual que los otros dos detenidos. Al principio, la fuga parece imposible, incluso impensable, pero eventualmente el grupo logra huir de la Mansión descolgándose de una ventana del tercer piso donde se encontraban, llegando desnudos y esposados a las calles de la ciudad. Cada uno de los miembros del grupo completa su escape al irse del país o escondiéndose en otros lugares, librándose de sus inminentes asesinatos y desapariciones forzadas por parte de la dictadura.

## Reparto
- Rodrigo de la Serna como Claudio Tamburrini
- Pablo Echarri como Huguito
- Nazareno Casero como Guillermo Fernández
- Lautaro Delgado como El Gallego
- Matías Marmorato como El Vasco
- Martín Urruty como El Tano
- César Albarracín como Guardia Tucumano 2
- Diego Alonso Gómez como Lucas
- Leonardo Bargiga como Capitán de Almagro
- Enrique Caetano como Taxista
- Alfredo Castellani como Entrenador
- Andrés Chinello como Guardia Lucas 2
- Daniel Cúparo como Guardia Metódica 3
- Guillermo Javier de la Vega como Guardia Metódica 2
- Daniel Dibiase como Padre del Gallego
- Guillermo Fernández como Juez
- Rito Fernández como Rito
- Valeria Grossi como Mujer esperando el colectivo
- Pacho Guerty como Raviol
- Julián Krakov como Mario
- Rubén Noceda como Tanito
- Erasmo Olivera como Tucumano
- Leandro Orowitz como Hombre Maletín
- Susana Pampín como Madre de Claudio
- Leonardo Ramírez como Guardia Tucumano 1
- Pablo Ribba como Guardia Lucas 1
- Silvia Ribe como Vecina
- Alfonso Tort como Jorge
- Pablo Urruty como Guardia Metódica 1
- Daniel Valenzuela como Alemán
- Micaela Vázquez como Hermana de Claudio
- Gabriel Wolf como Patota 1